# Seychelles ai Giochi della XXVI Olimpiade
Le Seychelles parteciparono ai Giochi della XXVI Olimpiade, svoltisi ad Atlanta, negli Stati Uniti d'America, dal 19 luglio al 4 agosto 1996, con una delegazione di 9 atleti impegnati in cinque discipline.